# Молчанов, Кирилл Владимирович
Кири́лл Влади́мирович Молча́нов (7 сентября 1922 — 14 марта 1982) — советский композитор. Заслуженный деятель искусств РСФСР (1963). Член ВКП(б) с 1945 года.

## Биография
К. В. Молчанов родился 7 сентября 1922 года в Москве в музыкальной семье.
- В 1949 году окончил МГК имени П. И. Чайковского по классу композиции А. Н. Александрова.
- 1951—1956 секретарь правления СК СССР.
- 1973—1975 директор ГАБТ.[1]

Ушёл из жизни 14 марта 1982 года от инфаркта. Похоронен на Кунцевском кладбище в Москве.
Имя Кирилла Молчанова с 2011 года носит детская музыкальная школа в Москве.

## Семья
- 1-я жена — певица и поэтесса Алла Александровна Рустайкис
- 2-я жена — актриса Марина Владимировна Пастухова-Дмитриева:
  - Сын — В. К. Молчанов, телеведущий;
  - Приёмная дочь — А. В. Дмитриева (единоутробная сестра Владимира Молчанова), теннисистка и спортивный комментатор.
- 3-я жена — балерина Большого театра Нина Тимофеева.

## Творчество

#### Оперы
- Каменный цветок (по мотивам «Уральских сказов» П. П. Бажова, Москва, 1950)
- Заря (по пьесе Б. А. Лавренёва «Разлом», Москва, 1956)
- Улица дель Корно (по мотивам романа Васко Пратолини, либр. собств., Москва, 1960)
- Ромео, Джульетта и тьма (по повести Я. Отченашека, либр. собств., Ленинград, 1963)
- Неизвестный солдат (Брестская крепость, либр. собств., Воронеж, 1967)
- Русская женщина (по повести Ю. М. Нагибина «Бабье царство», либр. собств., Воронеж, 1969)
- Зори здесь тихие (по повести Б. Л. Васильева, либр. собств., Фрунзе, 1973)

#### Мюзиклы
- Одиссей, Пенелопа и другие (по мотивам Гомера, либретто собств., 1970)

#### Произведения для солиста, хора и симфонического оркестра
- Кантата-поэма «Песня о дружбе» (слова Н. К. Доризо, 1954)

#### Произведения для фортепиано
- Цикл «Русские картины» (1953)

#### Произведения для голоса и фортепиано
- Циклы на слова Н. Гильена (1956), Л. Хьюза (1958), на слова советских поэтов (1961)
- Из испанской поэзии (сл. Ф. Гарсиа Лорки, 1963)
- Песни Хиросимы (сл. современных японских поэтов, 1964)
- Чёрная шкатулка (сл. Л. Ашкенази, 1967)
- Любовь (сл. соврем. поэтов разных стран, 1972)
- На слова С. А. Есенина (1972)
- Сонеты Петрарки (1974)
- Миниатюры (сл. Бо Цзюйи, 1974)

#### Наиболее известные песни
- Бесконечная песенка (В. Бахнов, Я. Костюковский), исп. Ружена Сикора
- Вокализ — исп. Валентина Толкунова
- Вот солдаты идут (М. Львовский), исп. Михаил Александрович, Людмила Гурченко, Евгений Нестеренко, Алексей Покровский, Иван Шмелёв
- Все мечты сбываются, товарищ (В. Бахнов), исп. Ружена Сикора
- Всегда в пути (Е. Долматовский) из фильма «Русский сувенир»[3]
- В одиннадцать часов (Е. Долматовский)[4]
- Горная задорная (И. Морозов и В. Петров), исп. Виктор Селиванов и Алексей Усманов
- Девушки сидят на подоконнике (В. Тёмин), исп. Гелена Великанова
- Для вас, влюблённых (Г. Регистан), исп. Нина Дорда
- Доброта (Э. Асадов), исп. Георг Отс
- Жди меня (К. Симонов), исп. Тамара Синявская
- Живи, моя Прага (Н. Доризо), исп. Владимир Трошин
- Журавлиная песня (Г. Полонский), исп. Татьяна Семёнова
- Зелёный огонёк такси (М. Матусовский), исп. Владимир Трошин
- Звёздная песня (Е. Долматовский) из фильма «Русский сувенир»[5]
- Знаю я, что победа уж скоро (Е. Долматовский), исп. из к/ф «Армия „Трясогузки“»
- Иволга (Н. Заболоцкий), исп. Владимир Якушенко, Вячеслав Тихонов
- Красивая девочка Лида (Я. Смеляков), исп. Гелена Великанова
- Лечу над родной страной (Е. Долматовский), исп. Борис Шапенко
- Между нами решено (М. Матусовский), исп. Алексей Кожевников, Юрий Белов, Надежда Румянцева
- Мечта (Н. Доризо), исп. Владимир Трошин
- Молодость наша (М. Львовский), исп. Виктор Селиванов
- Не знаешь (Я. Халецкий), исп. Ружена Сикора
- Ночи Сибири (Е. Долматовский), исп. Владимир Трошин
- Огней так много золотых (Н. Доризо), исп. Анна Литвиненко и Татьяна Мушта, Екатерина Семёнкина и Антонина Фролова
- Огоньки (В. Бахнов), исп. Ружена Сикора
- От людей на деревне не спрятаться (Н. Доризо), исп. Владимир Трошин, Вячеслав Тихонов
- Отважные мичуринцы (Л. Ошанин), исп. Детский хор Главного управления кинематографии
- Песня Матвея, из к/ф «Дело было в Пенькове» (Н. Доризо), исп. Владимир Макаров
- Песня о родном городе (Н. Доризо), исп. Владимир Трошин
- Песня о советских чекистах (Н. Доризо), исп. Юрий Богатиков
- Песня старых комсомольцев (А. Досталь), исп. Борис Шапенко
- Пой всем сердцем, Москва (М. Вайнштейн), исп. Виктор Селиванов
- Помни (А. Досталь), исп. Артур Эйзен
- Последняя пуля войны (В. Татаринов)[6][7]
- Праздничный вальс (Н. Доризо), исп. Леокадия Масленникова
- Прощальный вальс (М. Садовский), исп. Елена Зайцева
- Родной мой завод (М. Матусовский), исп. Михаил Новохижин
- Сердце, молчи (А. Галич), исп. Александр Розум, Вячеслав Тихонов, Леонид Серебренников, Эдуард Хиль
- Славься, наша родная держава (С. Северцов), исп. Хор Всесоюзного радио
- Спортивный марш (М. Садовский), исп. детский хор
- Школьная роща (М. Садовский), исп. детский хор
- Я тебе писать не стану (Я. Халецкий), исп. Ружена Сикора, Тамара Кравцова

#### Музыка к драматическим спектаклям
(свыше 30), в том числе:
- Мария Стюарт Ф. Шиллера (МХАТ, 1956)
- Три толстяка Ю. К. Олеши (МХАТ, 1961)
- Кола Брюньон Р. Роллана (МХАТ, 1972)

#### Фильмография
- 1955 — Земля и люди
- 1957 — Дело было в Пенькове
- 1959 — Майские звёзды
- 1959 — Неподдающиеся
- 1960 — Ждите писем
- 1961 — Алёнка
- 1962 — На семи ветрах
- 1962 — Увольнение на берег
- 1963 — Полустанок
- 1968 — Доживём до понедельника
- 1968 — Нейтральные воды
- 1971 — Пой песню, поэт…
- 1972 — А зори здесь тихие
- 1973 — Моя судьба
- 1975 — Родины солдат
- 1977 — Поединок в тайге
- 1980 — К кому залетел певчий кенар
- 1981 — Россия молодая
- 1982 — Печники

#### Балет
- Макбет (1980)
- Три карты
- Ангара